# Сиротин, Виктор Николаевич
Виктор Николаевич Сиротин (17 сентября 1922, Невьянск, Екатеринбургский уезд, Екатеринбургская губерния, РСФСР — 13 октября 1991, Свердловск-45, РСФСР, СССР) — советский лётчик бомбардировочной и штурмовой авиации во время Великой Отечественной войны, Герой Советского Союза (19.04.1945). Гвардии старший лейтенант (будучи в запасе, получил звание майора юстиции).

## Биография
Виктор Сиротин родился 17 сентября 1922 года в Невьянске. Окончил семь классов школы и школу фабрично-заводского ученичества в Кировграде, занимался в аэроклубе в Невьянске.
В декабре 1939 года Сиротин был призван на службу в Рабоче-крестьянскую Красную Армию. В 1940 году окончил Молотовскую военную авиационную школу пилотов. С 1940 года служил в 63-й отдельной корпусной авиационной эскадрилье.
С начала Великой Отечественной войны — на её фронтах. С 25 июня по 15 ноября 1941 года воевал на Юго-Западном фронте. Затем был отозван в тыл и направлен в 621-й ночной лёгкобомбардировочный авиационный полк, который тогда начал формирование в тылу. В июне 1942 года вернулся с этим полков на фронт, в составе 272-й и 2-й гвардейской ночных бомбардировочных авиационных дивизий воевал на Юго-Западном, Юго-Восточном, Сталинградском и Южном фронтах. За отличия в боях в феврале 1943 года полк получил гвардейское звание и преобразован в 61-й гвардейский ночной бомбардировочный авиационный полк, а пилот Сиротин стал командиром звена и был награждён за полгода боёв двумя боевыми орденами. Отличился в Сталинградской битве. Совершил 432 боевых вылета на ночном бомбардировщике У-2.
В первые месяцы 1943 года направлен на переобучение на штурмовик Ил-2. Летом 1943 года вернулся на фронт командиром звена 75-го гвардейского штурмового авиаполка. В боевом вылете 20 августа 1943 года был подбит зенитным огнём, пытался довести горящий самолёт до линии фронта, получил множественные ожоги 2-й степени. Выбросившись с парашютом из горящего штурмовика, попал в плен. Доставлен немцами в город Сталино (ныне Донецк). Там был освобождён советскими войсками при штурме города 8 сентября 1943 года. Через месяц вернулся в строй.
К февралю 1945 года командир звена 75-го гвардейского штурмового авиаполка 1-й гвардейской штурмовой авиадивизии 1-й воздушной армии 3-го Белорусского фронта гвардии старший лейтенант Виктор Сиротин совершил 432 боевых вылетов на ночном бомбардировщике и 107 — на штурмовике. При атаках скоплений боевой техники и живой силы противника, его важных объектов, нанёс большие потери противнику. При этом в штурмовых вылетах уничтожил и повредил 11 танков, 28 автомашин, 8 самолётов врага на его аэродромах, 16 вагонов, 10 миномётов, 4 склада боеприпасов, до 20 повозок, до 160 человек живой силы. Подавил огонь 9 точек зенитной артиллерии и 15-и артиллерийских орудий. Создал 8 очагов пожаров и 7 сильных взрывов.
Указом Президиума Верховного Совета СССР от 19 апреля 1945 года за «образцовое выполнение боевых заданий командования на фронте борьбы с немецкими захватчиками» гвардии старший лейтенант Виктор Сиротин был удостоен высокого звания Героя Советского Союза с вручением ордена Ленина и медали «Золотая Звезда» за номером 6218.
К концу февраля 1945 года имел на боевом счету уже 131 штурмовой вылет.
В 1946 году старший лейтенант Сиротин был уволен в запас. В 1948 году окончил Свердловскую юридическую школу и с этого года работал народным судьёй в городе Нмжнем Тагиле Свердловской области. В 1954 году окончил заочно Свердловский юридический институт. С 1954 года проживал в закрытом городе Свердловске-45 (ныне город Лесной Свердловской области), где работал на комбинате «Электрохимприбор» Министерства среднего машиностроения СССР в городе Свердловске-45: юрист, старший юрист, старший юрисконсульт. В 1987 году вышел на пенсию.
Скончался 13 октября 1991 года.

## Награды
- Герой Советского Союза (19.04.1945)
- Орден Ленина (19.04.1945)
- Три ордена Красного Знамени (12.12.1942, 2.06.1943, 29.04.1944)
- Орден Александра Невского (19.03.1945)
- Два ордена Отечественной войны 1-й степени (19.05.1944, 11.03.1985)
- Орден Отечественной войны 2-й степени (27.08.1944)
- Медаль «За оборону Сталинграда»
- Медаль «За взятие Кёнигсберга»
- Ряд других медалей[1]

## Память
- Бюсты лётчика открыты на аллее солдатской Славы в Свердловском областном суде и в здании Дзержинского районного суда города Нижний Тагил[4].
- Мемориальные доски установлены на здании аэроклуба в Невьянске и на доме, в котором жил Герой, в городе Лесном.
- В честь В. Н. Сиротина названа улица в Лесном[1].